# Satyrus subtusunipupillata
Satyrus subtusunipupillata är en fjärilsart som beskrevs av Ramon Agenjo Cecilia 1963. Satyrus subtusunipupillata ingår i släktet Satyrus och familjen praktfjärilar. Inga underarter finns listade.